# Hypotaenidia
Hypotaenidia és un gènere d'ocells de la família dels ràl·lids (Rallidae) propi de zones humides de l'extrem orient i d'Oceania.

## Llista d'espècies
Se n'han descrit 12 espècies dins aquest gènere que han estat, fins estudis recents, incloses a Gallirallus i Nesoclopeus James Lee Peters:
- Hypotaenidia okinawae - rascló d'Okinawa.
- Hypotaenidia torquata - rascló embridat.
- Hypotaenidia philippensis - rascló de clatell vermell.
- Hypotaenidia owstoni - rascló de Guam.
- Hypotaenidia insignis - rascló de Nova Bretanya.
- Hypotaenidia rovianae - rascló de Roviana.
- Hypotaenidia woodfordi - rascló de Woodford.
- Hypotaenidia poeciloptera - rascló alabarrat.
- Hypotaenidia sylvestris - rascló de l'illa de Lord Howe.
- Hypotaenidia dieffenbachii - rascló de Dieffenbach.
- Hypotaenidia pacifica - rascló de Tahití.
- Hypotaenidia wakensis - rascló de l'illa de Wake.